# Moby Dick (Led Zeppelin)
Moby Dick è un brano strumentale della rock band Led Zeppelin, tratto dal loro secondo album Led Zeppelin II. Il titolo della canzone si ispira all'omonimo romanzo di Herman Melville.
La canzone è stata citata, durante vari momenti della carriera della band, anche con i titoli Pat's Delight (una versione del 1968-69 con un riff completamente differente) e Over the Top (con la parte iniziale e quella finale che riprendono Out on the Tiles).

## Storia
Dopo aver trovato più volte il batterista della band, John Bonham, nello studio di registrazione intento a fare delle prove, Page ebbe l'idea di registrare parte di queste prove e comporle assieme. La canzone, un riff in Drop-D basato sulla struttura di un blues in 12 misure, è suonata in power trio (Page alla chitarra, Jones al basso e Bonham alla batteria) solo all'inizio e alla fine del pezzo, lasciando a Bonham il resto della melodia. Il cantante Robert Plant non prende parte al pezzo: durante i concerti, introduceva semplicemente Bonham al pubblico prima dell'inizio del pezzo. Alcuni tagli effettuati rivelano che la versione registrata originale era molto più lunga di quella effettivamente pubblicata.
Il riff di chitarra risale a una versione, poi inutilizzata, di The Girl I Love She Got Long Black Wavy Hair registrata nell'estate del 1969 alla BBC - molto simile a quello di Watch Your Step, singolo del 1961 di Bobby Parker, nonostante la progressione abbia una tonalità differente. Page era un grande fan di Parker, al punto che durante gli anni settanta gli offrì un contratto con l'etichetta della band, la Swan Song Records. Quello stesso riff fu di ispirazione (come ammise John Lennon) anche per I Feel Fine, singolo dei Beatles del 1964, così come fu usato anche come base per il riff di Rat Bat Blue dei Deep Purple (1973). La versione di Page fu usata come sigla di Disco 2, programma della BBC Two dedicato al rock.
Per quanto riguarda l'assolo di percussioni già a cominciare dal primo tour degli Stati Uniti d'America nel novembre del 1968 Bonham suonava un assolo di batteria durante i concerti, numero che prendeva il nome di "Pat's Delight". Il nome fu poi cambiato in Moby Dick, scelta che venne confermata al momento della registrazione per Led Zeppelin II. Durante il tour Statunitense del 1977 esso assunse il titolo di Over the Top, in quanto la canzone era introdotta dal riff di chitarra di "Out On The Tiles", brano contenuto in Led Zeppelin III.
La durata dell'esecuzione oscillava tra i sei e i trenta minuti, e dopo aver introdotto la canzone il resto della band lasciava il batterista da solo sul palco. Spesso Bonham lanciava le bacchette al pubblico e proseguiva l'esecuzione a mani nude, altre volte ciò era dovuto alla rottura delle stesse bacchette a causa della grande energia che il batterista metteva nel suonare lo strumento.
La canzone fu eseguita per l'ultima volta il 17 luglio 1977 al Seattle Kingdom.
Esecuzioni del pezzo sono state registrate e incluse nell'album live How The West Was Won (registrata nel 1972 e della durata di 19:20 minuti), nel film The Song Remains The Same del 1976 e nel Led Zeppelin DVD, dove è inclusa una versione di 15 minuti registrata alla Royal Albert Hall di Londra.

## Formati

### Singolo (7")
Lato A
1. Moby Dick – 2:39 (Page, Plant)

Lato B
1. Gallows Pole – 4:56 (Page, Plant)

## Formazione
- John Bonham - batteria
- Jimmy Page - chitarre
- John Paul Jones - basso elettrico

## Cover

### Album
- 1989 – Drum Madness (Make a Difference Foundation: Stairway To Heaven/Highway To Hell)
- 1990 – Dread Zeppelin (Un-Led-Ed)
- 1994 – Nirvana (With the Lights Out)
- 1995 – The Cruel Sea (Just a Man)
- 1995 – Mercyful Fate (The Live Oath)
- 1996 – Dave O'Higgins (The Secret Ingredient)
- 1998 – Vital Information (Where We Come From)
- 2001 – Bonerama (Live at the Old Point)
- 2002 – Painting Over Picasso (The String Quartet Tribute to Led Zeppelin)
- 2005 – Sly and Robbie (The Rhythm Remains the Same: Sly & Robbie Greets Led Zeppelin)
- 2005 – Botafogo (Don Villanova)
- 2007 – Vanilla Fudge (Out Through the in Door)

### Versioni campionate
- 1989 – Beastie Boys (What Comes Around)